# جورج هوتز
جورج فرنسيس هوتز (بالإنجليزية: George Francis Hotz) (ولد في 2 أكتوبر 1989)، اسمه المستعار (Geohot)، هو هاكر أمريكي عرف بأنه مخترق آي فون (الجيل الأول) من خلال إنتاجه برنامج جلبريك. وأيضا شارك بإنتاج باتشات لجهاز سوني بلاي ستيشن 3 لتسمح تشغيل ألعاب من القرص الصلب.

## نبذة
عرف بعمله مع مجموعة من الناس لـ فتح جهاز الآيفون على شبكات اتصال متعددة وعدم احتكارها على شبكة محددة، وكان أول من استطاع كسر حماية جهاز الآيفون وفتح شفرته وهو في السابعة عشر من عمره. من ثم اتجه إلى اختراق جهاز البلاي ستيشن 3 الذي عقّد المخترقين على مدى ثلاث سنوات لمجرد الوصول إلى ثغرة واحدة، لتمكنهم من إضافة بعض الخصائص على حسب رأي جيهوت.

## الحياة الشخصية
ولد هوتز في غلين روك، ولاية نيو جيرسي أمريكي، نجل ماري منشيلو (Marie Minichiello)، وهو من خريجي مركز جونز هوبكنز للشباب الموهوبين (Johns Hopkins Center for Talented Youth) 

بالإضافة إلى ذلك، شارك جورج هوتز في معهد روتشستر للتكنولوجيا (Rochester Institute of Technology) لفترة قصيرة من الزمن.

بدأ تخصصه في التكنولوجيا الحيوية—المعلوماتية (Biotechnology - Bioinformatics) في أغسطس 2007، لكنه انسحب من المؤسسة بعد فترة وجيزة.

## اختراق اجهزه أبل
- في العام 2008 طوّر برنامجاً يقوم بكسر حماية الآيفون على إصدار معين.
- في يونيو 2009 أعلن عن أول برنامج متاح للعامة لاختراق ايفون 3 جي اس. (purplera1n)
- في أكتوبر 2009 اصدر blackra1n لجميع أجهزة الايفون والايبود.
- في الخامس والعشرين من أكتوبر لنفس العام اصدر تحديثاً للبرنامج السابق باسم Blackra1n RC2.
- في 31 من أكتوبر لعام 2009 أعلن عن قرب إصدار Blackra1n RC3 المحتوي على blacksn0w والذي يتيح فك قفل جميع أجهزة الايفون عن طريق Blacksn0w RC1.
- في مارس 2010 انشأ موقعاً خاصاً لأخبار الـ «الجليبريك» وتم إصدار برنامج limera1n.
- في يوليو 2010 أعلن جيهوت اعتزاله عن فك حماية الايفون قائلاً:

" لقد قمت بذلك كله للمتعة. لكن يبدو أن البعض أخذ الأمر بجدية أكثر من اللازم. هو ليس إلا جوال في آخر المطاف.“
سيرتي الذاتية ليست “آي فون هاكر” لقد قمت بذلك كله بسب الملل. يبدو أن بعضكم يهتم بالموضوع أكثر مني. "
«لقد كانت رحلة جميلة، تعلمت الكثير.»

## جيهوت يتجه إلى سوني
إتجه هذا المخترق الصغير إلى تهكير جهاز البلاي ستيشن 3، والذي ظل المخترقون عاكفين على العمل عليه لمدة تزيد عن الثلاث سنوات، وبعد نجاحه مع فريق fail0verflow. وقيامه بنشر هذه الثغرة للعامة أثار غضب شركة سوني وأدى بها إلى رفع قضية ضد جيهوت. وقد حكمت المحكمة بمصادرة جميع اجهزته إلى حين إصدار الحكم النهائي !
قامت إحدى القنوات بعمل مقابلة مع جيهوت، وذكر فيها أنه ضد قرصنة الألعاب
لكنه كان يريد إتاحة بعض ميزات الإصدارات الأخرى التي الغتها سوني، بالإضافة إلى عدة مميزات أخرى
معلقاً بكلمة ” كنت اود أن أعرف هل نحن نملك البلاي ستيشن حقاً؟ ”
وبعدها ذكرت مدونه البلاي ستيشن الرسمية اليوم أنهما وصلا إلى أتفاق ما بين الطرفين أن يمتنع الوصول إلى الجيل بريك والعبث بجهاز الألعاب المنزلي البلاي ستيشن 3 وأن لا يقوم بذالك نهائيّا.
ومؤخراً ظهرت اشاعات تشير إلى نية جيهوت لاختراق هاتف ويندوز 7، وبذلك يحصل جيهوت على هاتريك هم: Apple، Sony، Microsoft